# Дијего Форлан
Дијего Форлан Коразо (шп. Diego Forlán Corazo; Монтевидео, 19. мај 1979) је бивши уругвајски фудбалер који је током своје богате каријере наступао за аргентински Индепендијенте, енглески Манчестер јунајтед, шпанске прволигаше Виљареал и Атлетико Мадрид, италијански Интер, бразилски Интернасионал, јапански Серезо Осака, уругвајски Пењарол и индијски Мумбај сити. Пуних дванаест година наступао је за фудбалску репрезентацију Уругваја. Играо је на позицији центарфора.
Двоструки је освајач Златне копачке, а био је и двапут најбољи стрелац шпанског првенства. На Мундијалу у Јужној Африци изабран је за најбољег фудбалера шампионата. Заједно са још три фудбалера делио је прво место по броју постигнутих голова на турниру.

## Младост
Форлан је рођен и одрастао у Монтевидео барију у Караску. Његова породица — која је укључивала три брата, сестру, четири рођака, његову баку по мајци и њену сестру — живела је у стамбеној згради у улици Потоси, малој удаљености од казина. Он је син бившег играча и уругвајског репрезентативца Пабла Форлана.
Форлан је похађао више школа у приватном и државном сектору. Почео је у Лицео Францес Јулес Супервиелле у Буцеу, али је касније прешао у школу Ерви јер је била ближе његовом дому. Уследила је Скуола Италиана ди Монтевидео, а затим Лицео 15 у Караску. Као дете, Форлан је поред фудбала играо тенис у Carrasco Lawn Tennis Club, који се често одвијао на улицама. У школи је учио и енглески.

## Каријера

### Рана каријера
Као дечак био је обожаватељ Пењарола.
Одлучио је да прати занимање свог оца у игрању фудбала када је његова сестра Алехандра доживјела ужасну саобраћајну несрећу, у којој је погинуо њен дечко и оставио је на интензивној нези пет мјесеци, а након тога била хендикепирана. Године 1995, када је имао 16 година, Форлана је менаџер Ласло Белони довео у Француску и провео је неколико месеци на суђењу у АС Нанси. Међутим, клуб се одлучио против његовог потписивања и Форлан се вратио у Јужну Америку.

### Индепендиенте
Форлан је играо за неколико јужноамеричких клубова, укључујући аргентински Индепендијенте, где је постигао 37 голова у 80 лигашких утакмица. Његово постизање голова привукло је пажњу европских екипа, а у јануару 2002, Индепендиенте је договорио £6,9 милионски договор са Мидлзброом у Премијер лиги; накнада за трансфер би се плаћала у 18 рата. Форлан је отпутовао у Енглеску очекујући да ће преговарати са Мидлзброом, али је у последњем тренутку Манчестер јунајтед прегазио клуб из Тисајда, нудећи Индепендијентеу исту накнаду у једној уплати, као и уноснију плату за Форлана. По доласку у Енглеску, Уругвајац је четири сата преговарао са званичницима Јунајтеда, а затим је обавестио новинаре о својој одлуци. „Манчестер јунајтед је велики клуб, па сам одлучио да одем тамо“, објаснио је он. „Ствар је у томе што су понудили више новца него Мидлсбро. Убрзо је потписао за Јунајтед.

### Манчестер Јунајтед
Форлана је за Манчестер јунајтед потписао сер Алекс Фергусон за 6,9 фунти милиона 22. јануара 2002. Дебитовао је 29. јануара као замена за Олеа Гунара Солскјера у 76. минуту у победи од 4:0 у гостима код Болтон Вондерерса . Први је стартовао у победи на домаћем терену над Тотенхем хотспер резултатом 4-0 6. марта. Форлан је одиграо 13 утакмица у Премијер лиги и пет наступа у УЕФА Лиги шампиона у сезони 2001/02, али није постигао гол.
Форлан је 18. септембра 2002. ушао као замена у 56. минуту уместо Рајана Гигса у утакмици Лиге шампиона против Макабија из Хаифе. Свој први гол за Јунајтед постигао је из пенала у 89. минуту у победи од 5–2. Његов први гол у Премијер лиги био је изједначење у 77. минуту у домаћем нерешеном резултату 1:1 против Астон Виле 26. октобра. У следећој Форлановој утакмици Премијер лиге, код куће против Саутемптона 2. новембра, ушао је као замена за голгетера Јунајтеда Фила Невила у 79. минуту са резултатом 1–1 и постигао победнички погодак ударцем преко голмана Саутемптона Антија Ниемија у 85. минуту. Гол је такође постао значајан због његовог славља на голу где је поцепао свој дрес, али се онда мучио да га врати како је утакмица поново почела.
Форлан је 1. децембра постигао свој први гол за Манчестер јунајтед головима у 64. и 67. минуту гостујуће победе у Премијер лиги од 2:1 над ривалом Ливерпулом. Форлан је 17. децембра 2002. постигао победнички гол пошто је Јунајтед победио Челси у четвртфиналу Купа фудбалске лиге . Форлан је 18. јануара 2003. постигао победнички гол у 90. минуту и поново победио Челси, овога пута у мечу Премијер лиге. Манчестер јунајтед је освојио титулу у Премијер лиги у сезони 2002/03, а Форлан је постигао шест голова чиме је постао трећи нападач клуба са најбољим стрелцем те сезоне, после Рууда ван Нистелроја и Оле Гунара Солскјера.
На почетку сезоне 2003–04, Форлан је одиграо седам утакмица Премијер лиге без гола. Овај низ је прекинут 25. октобра, када је изједначио резултат на 1–1 у 45. минуту домаћег меча против Фулама, утакмице коју је Јунајтед изгубио са 3–1. Форлан је затим постигао гол у своја три наредна меча у три различита такмичења, почевши од поготка у продужецима у гостујућој утакмици Лига купа у Лидс јунајтеду коју је Манчестер јунајтед добио са 3–2. Уследило је отварање у победи домаће Премијер лиге над Портсмутом од 3:0 и гол у шестом минуту у победи истим резултатом над Ренџерсом у Лиги шампиона. У својој следећој утакмици Лиге шампиона, постигао је победнички погодак за Јунајтед над Панатинаикосом у 85. минуту у победи у гостима од 1:0. Форлан је 6. децембра 2003. постигао два гола након повреде када је Манчестер јунајтед победио Астон Вилу са 4-0 на свом терену у Премијер лиги. Ово су били Форланови последњи голови у Премијер лиги упркос томе што је током сезоне одиграо још 10 лигашких утакмица. Његов једини други гол за Манчестер јунајтед био је у победи од 3-0 над Нортемптон Тауном из треће дивизије 24. јануара 2004. у ФА купу. Дијего Форлан уопште није учествовао у победи Јунајтеда над Милволом од 3:0 у финалу ФА купа 2004. 22. маја 2004.
Почео је сезону 2004–05 са Манчестер јунајтедом и играо је у квалификацијама за Лигу шампиона против Динама из Букурештија и поразу од Арсенала резултатом 3–1 8. августа у ФА Комјунити Шилду 2004. Његов последњи меч за Јунајтед била је прва утакмица за тим у Премијер лиги те сезоне и завршена је поразом 1 : 0 на гостовању Челсију 15. августа.
Упркос томе што нису успели у Јунајтеду, присталице Јунајтеда и даље певају његово име у знак поштовања према два гола која је постигао против Ливерпула: „Дошао је из Уругваја, расплакао је Скаусере“ и Форлан признаје да га то и даље измами осмехом.

### Виљареал
Форлан је био често повезиван са могућимпреласком у шпанске клубове Леванте и Атлетик Билбао, али је 21. августа 2004. потписао уговор са Виљареалом.
Његов деби за Виљареал био је 30. августа 2004. у гостима против Валенсије и постигао гол за свој клуб у 77. минуту, али је тим изгубио 2–1. Његов следећи гол постигао је у победи домаћих 2-0 над Реал Сарагосом 3. октобра, након чега је уследило изједначење у ремију 1-1 на Мајорци и коначни гол у победи од 4-0 код куће против Нумансије. Између 12. децембра 2004. и 16. јануара 2005. Форлан је постигао седам голова у пет мечева Примере, укључујући и дуел у победи на домаћем терену над Барселоном од 3 : 0 деветог. јануара. Датума 22. маја 2005. постигао је свој први хет-трик за европски клуб. Дао је све голове за Виљареал у ремију 3–3 у гостима против Барселоне, која је касније постала шампион лиге. Недељу дана касније постигао је два гола у победи од 4-1 над локалним ривалом Левантеом, пошто је Виљареал завршио сезону на трећем месту, квалификовавши се за Лигу шампиона по први пут у историји клуба. Форлан је освојио трофеј Пичичи 2004/05 за највише голова у Ла Лиги, са 25. Такође је поделио европску Златну копачку 2005. са нападачем Арсенала Тијеријем Анријем.
Његова стопа постизања голова је опала у сезони 2005–06 пошто је Виљареал прошао кроз неколико промена, али је клуб стигао до полуфинала Лиге шампиона где је испао од Арсенала.
У сезони 2006/07 завршио је сезону са 19 голова у 36 лигашких наступа.

### Атлетико Мадрид
Форлан је био повезан са трансфером заједно са Хуаном Романом Рикелмеом у Атлетико Мадрид у замену за Луиса Переу плус готовину у јуну 2007. Дана 30. јуна 2007, након одласка њиховог капитена Фернанда Тореса у Ливерпул, Атлетико Мадрид је потврдио да је пристао на накнаду од око 21 милиона евра. Вратио се у Енглеску у фебруару 2008. да би учествовао у Атлетиковом окршају Купа УЕФА против ФК Болтон вондерерса (клуба против кога је дебитовао у Манчестер јунајтеду), али је екипа изгубила резултатом 1-0. У мају 2008, Форлан је помогао Атлетику да се квалификује за Лигу шампиона по први пут после више од деценије, постигавши победнички гол против Депортива из Ла Коруње. Своју прву сезону у Мадриду завршио је са 23 гола и успоставио снажно партнерство са аргентинским нападачем Серхиом Агвером.
Дана 9. маја 2009, Форлан је постигао два гола против Еспањола и помогао Атлетику да избори квалификације за Лигу шампиона другу годину заредом. Постигао је кључне голове за клуб у победама над Барселоном, Виљареалом и Валенсијом. Форлан је 23. маја 2009. постигао хет-трик против Атлетик Билбаа, што му је помогло да освоји трофеј Ла Лига Пичичи, као и европску Златну копачку по други пут. Сезону 2008/09 завршио је са импресивних 32 гола у 33 меча.
Форлан је полако почео сезону 2009–10, и борио се за форму док је Атлетико имао најгори почетак лигашке сезоне од испадања 2000. године. Дана 24. октобра 2009, Форлан је постигао једанаестерац и промашио још један пошто је Атлетико на свом терену одиграо нерешено 1 : 1 против Мајорке, која је већину другог полувремена играла са само девет играча на терену. Разочаравајући резултат и учинак довели су до протеста навијача Атлетика, као и критика на рачун Форлана, који је касније изостављен из тима за следећу утакмицу. Атлетико је почео да напредује након доласка новог менаџера Кикеа Санчеза Флореса, а Форлан је поново процветао у другој половини сезоне, пошто је Атлетико стигао до финала и Лиге Европе и Купа краља. Форлан је 14. фебруара 2010. постигао први гол пошто је Атлетико победио Барселону са 2-1 на Висенте Калдерону, наневши му једини пораз у лиги шампиона у сезони. Дана 22. априла 2010, Форлан је постигао једини гол на утакмици у првом мечу полуфинала Лиге Европе Атлетика код куће против Ливерпула. Недељу дана касније, Ливерпул је изједначио на продужетке пре него што је повео са 2-1. Форлан је затим поново постигао гол и постигао укупни резултат од 2–2, дајући Атлетику гол у гостима који им је био потребан да дођу до финала, у којем су играли против Фулама на Фолкспаркстадиону у Хамбургу 12. маја. Форлан је два пута постигао гол против Фулама у финалу, у победи од 2-1 и био је награђен најбољим играчем утакмице. Сезону је завршио са укупно 28 голова, укључујући шест у успешној кампањи Атлетика у Лиги Европе.
Сезона 2010–11 је почела са још једним трофејем за Форлан и Атлетико, освајањем Суперкупа УЕФА, победивши милански Интер са 2-0 у Монаку 27. августа 2010. Форлан је поново полако почео сезону, и упркос томе што је три пута дао гол у у прве две првенствене утакмице, он је затим играо 12 мечева у свим такмичењима без постигнутих голова, пре него што је коначно постигао дупли резултат у победи од 3-0 против Осасуне 13. новембра.

### Интер Милано
Дана 29. августа 2011. године, потврђено је да је Дијего Форлан прешао у Интер из Милана као замена за одлазећег Семјуела Етоа. Нису објављени никакви финансијски детаљи, али се верује да је 32-годишњак потписао почетни двогодишњи уговор. Дебитовао је 11. септембра 2011, постигавши гол левом ногом у поразу од 4–3 од сицилијанског клуба Палермо. Форлан је 4. марта 2012. постигао свој други гол за Интер против Катаније у нерешеном резултату 2–2. У априлу је Форлан изјавио да је одан Интеру и да намерава да остане када је за Скај Спортс рекао: „Желим да останем у Интеру. Још нисте видели правог Форлана... Не бих желео да овако напустим Интер. Волим изазове и не бих желео да одем када тим није у доброј позицији.“ У јуну је његов отац потврдио уверење да ће нападач видети уговор са Нероазурима. Међутим, 5. јула, након само два гола у 22 наступа, италијански клуб је потврдио да је он неће играти последњу годину уговора. Форлан је изјавио да је његов лош учинак са Неразурима био због тога што је играо ван позиције. Поред тога, бивши играч Интера и Уругваја Алваро Рекоба веровао је да се његов сународник мучио у Интеру због успеха његовог претходника Семјуела Етоа, што је довело до тога да Форлан није оправдао очекивања.

### Интернационал
Дана 6. јула 2012, након раскида уговора са Интером, Форлан је потписао трогодишњи уговор са бразилским ФК Интернасионал. Такође је био повезан са мексичким тимовима Tigres UAN и Kлуб Америkа. У јануару 2013, Форлан је повезан са још клубом Леон. У Леону, Форлан је имао прилику да игра Копа либертадорес 2013; Интернасионал је ипак задржао Форлана у саставу за сезону 2013.
Он је 28. јула 2012. дебитовао за бразилски клуб против ФК Васко да Гама. Форлан је постигао прва два гола за Интернасионал у победи против Фламенга резултатом 4-1. Форлан је такође помогао клубу да освоји Цампеонато Гауцхо 2013, постигавши девет голова, што је највећи укупан број на турниру.

### Церезо Осака
Дана 22. јануара 2014, Форлан је потписао 18-месечни уговор са јапанским тимом из Ј1 лиге Серезо Осаком. Дебитовао је у АФЦ Лиги шампиона у ремију 1–1 са Поханг Стилерсима, а деби у Џеј лиги у поразу од 1–0 против браниоца титуле Санфречеа Хирошиме. Постигао је свој први гол за Серезо у победи од 4:0 над Бурирам јунајтедом у мечу АФЦ Лиге шампиона. Форлан је 12. априла постигао два гола у дербију Осаке против локалног клупског ривала Гамба Осаке. Постигао је кључни гол против Шандонг Луненга 23. априла и свој тим пласирао у нокаут фазу АФЦ Лиге шампиона. Серезо Осака је испао у првом колу од ФК Гуангџоу, изгубивши као екипа домаћин са резултатом 5–1 у првој утакмици. Упркос разочаравајућем поразу, успели су да обезбеде победу у гостима од 1:0 после аутогола Лиао Лишенга. Међутим, ово није било довољно да се савлада укупна предност од 5-2.
Пошто је у својој првој сезони испао у Ј2 лигу, нову кампању је започео голом против Токија Вердија нерешеним резултатом 1–1. Форлан је постигао свој први хет-трик против Кјото Санге 29. априла 2015. године, а његова екипа је победила са 3-0.

### Пењарол
Дана 10. јула 2015, Форлан је потписао 18-месечни уговор са својим дечачким клубом Пењарол. У својој јединој сезони у клубу, постигао је осам голова у 31 наступу док је Пењарол освојио шампионску титулу. Форлан је 14. јуна 2016. на конференцији за новинаре рекао да ће напустити клуб.

### Мумбај Сити
У августу 2016, Форлан је потписао тромесечни уговор са индијским суперлигашем Мумбаи Ситијем. Постигао је хет-трик против Керала Бластерса у њиховој победи од 5 : 0 19. новембра.
Мумбаи је завршио први на табели лиге и прошао у полуфинале плеј-офа где ће се суочити са АТК-ом. Након рано примљеног гола, Мумбаи је изједначио и убрзо повео главом Леа Косте и Герсона Вијеире . У оба случаја слободне ударце је извео Форлан. Форлан је добио црвени картон у другом полувремену пошто је АТК победио у мечу са 3–2.

### Китчи
Дана 4. јануара 2018, Форлан се придружио хонгконшком премијерлигашком клубу Кичи. За Кичи је дебитовао 14. јануара 2018, сишавши са клупе у 88. минуту у ремију 2–2 против Саузерна. Форлан је 28. јануара постигао свој први и други гол за Кичи у победи од 7:0 над Биу Чун Ренџерсом. Постигао је хет-трик у победи од 5-1 против Ли Ман ФЦ-а у следећем мечу. Форлан је играо на утакмици добијеном резултатом 1 : 0 над Кашивом Рејсолом у АФЦ Лиги шампиона 2018. године, помажући Китчију да постане први тим из Хонг Конга који је победио у мечу у историји АФЦ Лиге шампиона. Форлан је 13. маја 2018. одиграо своју последњу утакмицу са тим клубом, у првих 56 минута победе од 2:0, и наставио да је освојио Премијер лигу Хонг Конга те сезоне.

### Пензионисање
Годину дана након што је напустио Китчи, Форлан је објавио да се повлачи из професионалног фудбала 7. августа 2019.

## Међународна каријера
Форланова 100. утакмица била је на ФИФА Купа конфедерација 2013. против Нигерије. Датума 11. октобра 2011. постигао је свој 32. гол, чиме је постао најбољи стрелац Уругваја свих времена у званичним утакмицама, победивши Ектора Скаронеа који је сам држао рекорд са 31 голом од 1930. године (Скароне је постигао укупно 42 гола, али 11 је било на незваничним утакмицама).

### Светско првенство у фудбалу 2002.
Форлан је дебитовао за Уругвај 27. марта 2002, постигавши свој први гол у пријатељском поразу од Саудијске Арабије резултатом 3–2. Током Светског првенства 2002. постигао је волеј из волеја 11. јуна 2002. у групној фази 3–3 нерешено против Сенегала. Упркос томе што је са три гола нанизао за реми, Уругвај је елиминисан са турнира заједно са Француском у Групи А. Дијего Форлан и Јури Џоркаеф су били чланови репрезентација Уругваја и Француске које су се састале на Светском првенству 2002. у Групи А. Њихови очеви, Пабло и Жан, учествовали су у утакмици између Уругваја и Француске на СП 1966, такође у групи А.

### Куп Америке 2004. и 2007.
Форлан је носио дрес са бројем број 21 за Уругвај на Купу Америке 2004. у Перуу, непосредно пре преласка из Манчестер јунајтеда у Виљареал. Одиграо је свих шест утакмица пошто су они, под управом Хорхеа Фосатија, били трећи. Једини гол Форлана био је у победи од 2–1 над Еквадором, јединој победи Уругваја у групи. Заузели су треће место од четири у групи.
Форлан је постигао гол против Бразила у 35. минуту полуфинала Копа Америке 2007. Међутим, промашио је свој ударац током накнадног извођења пенала, које је Бразил на крају добио резултатом 5–4.

### ФИФА Светско првенство 2010.
Форлан је 17. јуна 2008. постигао хет-трик у квалификационој утакмици за Светско првенство против Перуа.
Дана 16. јуна 2010, током друге групне утакмице Уругваја на Светском првенству 2010. против Јужне Африке, Форлан је дао гол ударцем из даљине. Касније у утакмици, Форлан је постигао гол са беле тачке, шутирајући високо у мрежу за свој друго гол, а такође је имао руку у трећој утакмици Уругваја, у победи од 3-0 над домаћином. Дана 2. јула 2010, Форлан је постигао слободан ударац против Гане и изједначио у четвртфиналу. Утакмица је завршена резултатом 1–1, а Уругвај се пласирао у полуфинале пошто је савладао Гану са 4–2 у извођењу пенала. Форлан је 6. јула 2010. постигао још један гол из даљине, овог пута левом ногом да би изједначио против Холандије у полуфиналу. Упркос резултату на полувремену од 1–1, Уругвај је на крају изгубио 3–2 док су Холанђани прошли у финале. Форлан је постао први играч од Лотара Матеуса 1990. који је постигао три гола изван шеснаестерца на једном турниру. Форлан је 10. јула 2010. постигао гол последњи пут на турниру пошто је добро изведеним волејем са ивице терена забио гол и довео Уругвај у вођство. Овај гол, из додавања Егидија Аревала Риоса, ФИФА је одабрала као гол турнира. Форлан је награђен Златном лоптом као најбољи играч турнира. Изабран је и за тим турнира, и био је заједнички најбољи стрелац Светског првенства са пет голова.

### Куп Америке 2011.
Дана 24. јула 2011, Форлан је постигао два гола након уводног поготка Луиса Суареза који је помогао Уругвају да освоји своју 15. титулу у Купу Америке и постао заједнички најбољи стрелац Уругваја на међународном нивоу, а његов 31 гол одговара голу Ектора Скаронеа након што је у финалу победио Парагвај са 3 : 0. Форланов отац и деда су такође били шампиони Јужне Америке са Уругвајем у периоду који обухвата 95 година најстаријег активног турнира на свету.

### ФИФА Куп конфедерација 2013.
Форлан се 16. јуна 2013. појавио као замена у 69. минуту на првој утакмици Уругваја за Куп конфедерација 2013. против Шпаније. У другој групној утакмици Уругваја, утакмици у којој је одиграо 100. утакмицу за своју земљу, Форлан је постигао победнички гол и победио Нигерију са 2–1. Након тога је одморан за следећи меч против Тахитија. Поново је био у почетној постави пошто је Уругвај изгубио 1-2 од Бразила у полуфиналу, где му је бразилски голман Хулио Сезар одбранио једанаестерац.

### Светско првенство у фудбалу 2014.
Форлан је био део репрезентације Уругваја за Светско првенство у Бразилу 2014. Са 35 година почео је први меч против аутсајдера из групе Костарике уместо одсутног Луиса Суареза. Костарикански голман Кејлор Навас је одбранио ударац када је Уругвај изгубио утакмицу са 3–1. Форлан се није поново појавио све до осмине финала, где је Уругвај поражен од Колумбије са 2 : 0.

### Пензионисање
Он је 11. марта 2015. објавио да се повлачи из репрезентације. За Уругвај је наступио са 112 утакмица и постигао је 36 голова.

## Стил игре
Талентован, технички надарен, вредан и креативан играч, са оком за гол, Форлан је био брз, паметан, комплетан и свестран нападач, са добрим позиционим осећајем, који је био способан да игра било где дуж прве линије. Био је распоређен као главни нападач (његова омиљена позиција), као пратећи нападач, као везни играч, па чак и као крило, често се спуштајући на бок да би започео нападе.
Био је способан да постигне гол са обе ноге, како унутар тако и ван терена; у ствари, Форлан је био најпознатији по својим снажним и прецизним ударцима из даљине, што га је чинило великом претњом ако би му дао простор ван оквира. Поред тога, Форлан је такође био прецизан извођач и једанаестерац. Поред прецизног завршетка, кретања и способности за постизање голова, Форлан је био вешт играч, надарен добрим техничким способностима и контролом лопте, као и добрим видом, способношћу додавања, интелигенцијом и свешћу о лопти; ови атрибути су му такође омогућили да буде од стране селектора распоређен на креативан начин, могао је да игра у плеј-офу са другим играчима и да се спусти на дубље позиције да повеже везни ред са нападом, што га чини способним пружаоцем асистенције.
Поред фудбалских вештина, Форлан је такође хваљен за своје вођство, дуговечност и одлучност током каријере.

## Тренерска каријера
Форлан је 20. децембра 2019. именован за менаџера свог бившег клуба Пењарол. Отпуштен је 1. септембра 2020, након што је победио у само четири од својих једанаест утакмица. Он је 17. марта 2021. именован је за менаџера Атенас де Сан Карлоса из уругвајске Сегунда Дивизиона. После пораза од Рампла Јуниорса резултатом 2–1, пуштен је.

## Лични живот
Рођен је у породици фудбалера – његов отац Пабло је играо за Пењарол (1963–1970), Сао Пауло (1970–1975) и Уругвај на светским првенствима 1966. и 1974., а његов деда по мајци Хуан Карлос Корацо за ФК Индепендијенте у Аргентини.
Форлан је италијанског, баскијског и ирског порекла, а због баскијског порекла од своје баке, био је повезан са Атлетик Билбаом након његовог одласка из Манчестер јунајтеда, иако клуб дозвољава само баскијске играч. Његов надимак је Качавача, вештица која је један од атагониста из аргентинске цртаног Авантуре Хиџитуса.
Члан-оснивач је Фондације Алехандра Форлан, на челу са својом сестром, Форлан отворено говори о опасностима опасне вожње. Давне 1991. Алејандра је доживела саобраћајну несрећу у којој је изгубила дечка и као резултат тога остала парализована. Дијего Марадона је у то време упознао Форлановог оца, пошто је он био фудбалер 1970-их, и помогао му да прикупи средства за лечење своје ћерке. Она је постала саставни део његове инспирације за играње фудбала, а цела породица се окупила да би се побринула да фондација буде препозната у Уругвају.
Године 2009, Форлан се појавио у музичком споту за Котија у којем је глумио заједно са аргентинским фудбалером Максијем Родригезом.
Форлан је 9. марта 2011. на својој званичној Твитер страници објавио да су он и аргентинска манекенка/глумица Заира Нара верени да се венчају. Међутим, у јуну 2011. Форлан и Нара су објавили да раскину веридбу. Није објављен разлог за раскид.
Форлан је ожењен Пазом Кардозом и заједно имају два сина, Мартина, у фебруару 2016, и Цезара, у фебруару 2019, и ћерку Луз, у мају 2017.

## Највећи успеси

### Манчестер јунајтед
- Премијер лига (1) : 2002/03.
- ФА куп (1) : 2003/04.
- ФА Комјунити шилд (1) : 2003.

### Виљареал
- Интертото куп (1) : 2004.

### Атлетико Мадрид
- Лига Европе (1) : 2009/10.
- УЕФА суперкуп (1) : 2010.

### Интернасионал
- Лига Гаучо (1) : 2013.

### Пењарол
- Првенство Уругваја (1) : 2015/16.

### Репрезентација Уругваја
- Копа Америка (1) : 2011. (треће место 2004)
- Светско првенство : четврто место 2010.
- Куп конфедерација : четврто место 2013.